# Fairfax, Vermont
Fairfax är en kommun (town) i Franklin County i delstaten Vermont, USA. Vid folkräkningen år 2000 bodde 3 765 personer på orten. Den har enligt United States Census Bureau en area på totalt 104,9 km², varav 0,8 km² är vatten.  